# Nepalomyia bidentata
Nepalomyia bidentata är en tvåvingeart som först beskrevs av Yang och Saigusa 2001.  Nepalomyia bidentata ingår i släktet Nepalomyia och familjen styltflugor. Inga underarter finns listade i Catalogue of Life.